# Сог
Сог (исл. Sog) — река в южной части Исландии. Длина реки — 19 км. Площадь водосбора — 1200 км².
Вытекает Сог из крупнейшего озера Исландии Тингвадлаватн. Высота истока 103 м над уровнем моря. Течёт в южном направлении. Сливаясь с Хвитау, образует реку Эльвюсау.
Средний расход воды — около 100 м³/с.
На реке построено три ГЭС.